# 招商局置地
招商局置地有限公司 ，前身為「東力實業控股有限公司」（英語：China Merchants Land Limited，港交所：0978）是招商蛇口旗下的公司。
東力實業原本從事機頂盒製造業務，但因陷入財困而需要尋求賣盤。其後，蘇樹輝持股59.5%的華偉集團，以8000萬元入股東力實業。交易完成後華偉持有82%東力實業股權。2012年4月，東力實業旗下間接全資附屬公司Total Ally申請，Total Ally主要從事電子消費產品如機頂盒及相關配件製造、加工和銷售。2012年5月，招商地產子公司嘉瑞以1.99億元購入東力實業70.18%股權。
2013年4月，東力實業向招商地產（招商蛇口前身）旗下全資附屬公司瑞嘉投資實業收購分別位於廣州、重慶、佛山及南京的四家公司，涉及八個商住開發項目，收購總代價為61.77億港元。是次收購的資產包括匯聚控股有限公司100%股權、華敏投資有限公司100%股權、樂富投資有限公司100%股權和會鵬房地產發展有限公司50%股權。由於招商地產在收購東力實業後約一年便注入資產，故被定性為反向收購，有關收購需在重新上市的審批程序完成及在股東特別大會通過後才可落實。 其後，因位於南京的雍華府項目尚未取得國有土地使用証，因此終止收購計劃。2013年9月23日，東力實業宣布向瑞嘉投資實業以66.88億港元收購11個項目，其中3個為新增項目。
2016年，招商局置地以11億元向招商蛇口全資子公司收購兩間公司，兩間公司分別持有位於香港干諾道西的CM+服務式公寓北座及香港新街市街的CM+服務式公寓南座。
2017年2月14日，香港置地33%，招商局置地34%，碧桂園33%合營公司南京盛香園房地產開發有限公司以98.1億人民幣，投得南京市秦淮區中華門外中山南路以西2016G98土地，項目位於南京秦淮中華門地區，東至中山南路，南至應天大街，西至鳳台路，北至秦淮河，臨明城牆、中華門、大報恩寺遺址公園及金陵機器製造局歷史文化街區，項目投資160億元，計劃於2018年開工建設，預計於2021年10日竣工，占地面積為32萬平方米，擬建總建築面積約57.5萬平方米，其中地上建築面積約21.5萬平方米。地下一層，建築面積約36萬平方米，定位為包含一座奢華酒店及集零售、餐飲、辦公、休閑、娛樂、親子為一體的低密度開放街區的商業文化旅遊項目。
2017年11月17日，香港置地和招商局置地旗下的合營公司投資23.6億人民幣共同開發位於重慶市兩江新區禮嘉組團A標準分區A23-7/06號宗地，總占地面積約9.46萬平方米，建築面積不超過11.36萬平方米。
2019年4月25日：信和置業40%權益、嘉華國際30%權益及招商局置地30%權益合組公司Sky Castle Limited成功投得將軍澳日出康城第十一期住宅發展項目，項目可建住宅樓面95.65萬方呎，可建單位最多1850伙，補地價金額為30.549億元，折合每方呎補價3194元，固定分紅比例為20%，預計於2025年6月30日前落成。此項目是招商局系公司首次參與港鐵上蓋發展項目。

## 外部連結
- 招商局置地網站 （页面存档备份，存于）